# Alucita sailtavica
Alucita sailtavica är en fjärilsart som beskrevs av Aleksei Konstantinovich Zagulajev 1993. Alucita sailtavica ingår i släktet Alucita och familjen mångfliksmott, (Alucitidae). Inga underarter finns listade i Catalogue of Life.